# Carlos Tomada
Carlos Alfonso Tomada (Buenos Aires, 4 de mayo de 1948) es un abogado y político argentino, que ocupó el Ministerio de Trabajo, Empleo y Seguridad Social durante doce años y medio, constituyéndose en el ministro argentino que mayor tiempo se desempeñó en esa función. Fue nombrado en su cargo por el presidente Néstor Kirchner (2003-2007) y nuevamente por la presidenta Cristina Fernández (2007-2015). Entre 2015 y 2019 fue jefe de Bloque del Frente para la Victoria (FPV) en la Legislatura porteña. En 2020 fue nombrado embajador de Argentina en México por el presidente Alberto Fernández, quien en 2021 amplió sus funciones designándolo también como embajador ante Belice. Dirige el Centro de Estudios del Trabajo y el Desarrollo (CETyD), de la UNSAM. Integró el Grupo Calafate.

## Biografía

### Estudios
Egresado de la Escuela Superior de Comercio Carlos Pellegrini, se recibió de abogado en la Universidad de Buenos Aires (UBA) en 1973.
Realizó estudios de posgrado en Relaciones Laborales y en Problemas del Trabajo, avalados por la Organización Internacional del Trabajo (OIT), en las universidades de Castilla La Mancha (España) y de Bolonia (Italia), en los años 1998 y 2000.

### Actividad docente
Luego de haber sido responsable del área Recursos Humanos de ELMA (Empresa de Líneas Marítimas Argentinas), en 1984 Tomada fue convocado por el Ministro de Trabajo de Raúl Alfonsín, Ideler Tonelli, para desempeñarse como Director Nacional de Relaciones del Trabajo de dicho Ministerio.
Desde 1988 dicta clases en la Universidad de Buenos Aires (UBA) como profesor titular –cargo que obtuvo por concurso– de la materia “Relaciones del Trabajo” en la licenciatura que lleva el mismo nombre, de la cual también fue Director.
Actualmente es jefe de cátedra en la Universidad Nacional de La Matanza de la materia "Negociación Colectiva" en la Licenciatura en Relaciones Laborales.

### Ministro de Trabajo (2003-2015)
En 2003 asume Néstor Kirchner como presidente y nombra a Carlos Tomada como Ministro de Trabajo. De acuerdo a los registros del Sistema Integrado Previsional Argentino (SIPA), entre los años 2002 y 2014, se crearon cerca de 5,8 millones de puestos de trabajo declarados en el sistema de seguridad social, en el total país. Esto implica que durante sus 12 años de gestión, el total del empleo registrado creció un 91 %. En 2003 la tasa de empleo no registrado afectaba a casi el 50 % de los asalariados; en 2015 la misma se ubica en 31.9 %. La desocupación, por su parte, se redujo en 12 años, de más de un veinte por ciento a un nivel de desempleo del 6,6 % durante el segundo trimestre del 2015.
En el período 2003/2014 con el Plan Nacional de Regularización del Trabajo (PNRT) se fiscalizó cerca de 1,4 millones de establecimientos que incluyen a más de 4 millones de trabajadores inspeccionados. Durante el período 2002–2014 la cobertura de los empleadores asegurados se incrementó un 100 % y los trabajadores cubiertos aumentaron un 88 %. Se llegó al record histórico de casi 9 millones de trabajadores cubiertos por el sistema. En materia de negociación colectiva se pasó de homologar 200 convenios básicamente de empresas, hasta registrar en 2014 cerca de 2000 acuerdos de actividad y de empresa.
Desde el 2004 el Gobierno Nacional reinstala en la Argentina la convocatoria al Consejo Nacional del Empleo, la Productividad y el Salario Mínimo, Vital y Móvil (ente tripartito) para determinar e el monto del salario mínimo. De acuerdo a lo acordado en el Consejo en su última reunión en julio de 2015, el salario mínimo al momento de dejar su czrgo fue de $6060. Durante los 12 años de su gestión, el salario medio de los trabajadores registrados del sector privado creció 1154 %, pasando de 928 pesos en 2002, a 11 643 pesos en 2014.
Desde 2003 se ha verificado un incremento exponencial en la cantidad de beneficiarios que participan en las políticas activas de empleo y formación profesional que lleva adelante el MTEySS. Se ha pasado de apoyar desde esta perspectiva, a alrededor de 16 mil personas en 2003 a más de 900 mil en el año 2014 (el incremento fue de 5700 %). La estrategia para este logro fue poner en marcha a fines de 2003 el Plan Integral para la Promoción del Empleo “Más y Mejor Trabajo". El MTEySS desarrolló dos pilares para sustentar institucionalmente esta estrategia:
- Red de Servicios Públicos de Empleo: se crearon y fortalecieron 594 Oficinas de Empleo Municipales en todo el país. Son organismos técnicos de carácter local que intermedian entre la oferta y la demanda de trabajo.
- Sistema de Formación Continua: este sistema descansa en el diálogo social de los actores del mundo del trabajo: cámaras, empresas, sindicatos, trabajadores e instituciones de formación vinculados al desarrollo estratégico sectorial y a la definición de los perfiles y niveles de calificación requeridos para los puestos de trabajo. Más de 3 millones de personas participaron en las diferentes prestaciones que brinda el MTEySS. De este total de beneficiarios, el 46 % son jóvenes de hasta 24 años.

A fines de 2008 se puso en marcha el Programa Jóvenes con Más y Mejor Trabajo que institucionalizó mecanismos de apoyo para las personas de ambos sexos de entre 18 y 24 años que están desocupadas y que no completaron el nivel básico o medio de educación formal. Los beneficiarios que participan del programa PROGRESAR, pueden incluirse en las prestaciones que brinda el Ministerio. El total de la inversión realizada por el MTEySS en los 12 años de gestión de Tomada asciende a 33 mil millones de pesos.
En el año 2008 se dictó la Ley 26.364 que tipifica la trata de personas como delito federal. A partir de ese momento el MTEySS sumó a sus objetivos la prevención y detección, interveniendo en 91 casos con posterior denuncia penal. En marzo de 2013 se instituye el Régimen Especial de Contrato de Trabajo para el Personal de Casas Particulares que se encuadrada en la normativa laboral, con similares derechos y beneficios que el resto de los asalariados.
A partir de la nueva ley, alrededor de 370 mil trabajadores en casas particulares con empleo registrado accedieron a más y mejores derechos y beneficios laborales.
En materia de salud y seguridad en el trabajo durante el período 2002–2014 la cobertura de los empleadores asegurados se incrementó un 100 % y los trabajadores cubiertos aumentaron un 88 %. Llegando al record histórico de casi 9 millones de trabajadores cubiertos por el sistema.
En el año 2008 la Reducción del trabajo infantil y políticas para su erradicación tiene la sanción de la Ley N° 26.390 que establece el derecho fundamental a no trabajar hasta los 16 años y la prohibición de realizar tareas peligrosas hasta los 18 años de edad, se observa que en 2004 era de 10,3 % y que descendió a 6,2 % en 2012, es decir una reducción del 40 %. En marzo de 2013 fue aprobada por unanimidad en el Senado de la Nación Argentina la Ley N° 26.847 que tipifica la explotación del trabajo infantil como delito penal.
En el año 2013 también se crea el Registro Nacional de Trabajadores y Empleadores Agrarios (RENATEA) para la fiscalización del trabajo agrario, y la verificación del cumplimiento de la ley vigente. Se fiscalizó a más de 1100 establecimientos rurales que empleaban a alrededor de 23 000 trabajadores. En suma, desde el 2003 a la fecha, alrededor de 50 leyes han sido sancionadas en favor de los trabajadores, su inclusión e incorporación de más y mejores derechos.

## Condecoraciones
- Gran Cruz de la Orden de Isabel la Católica (2009)[8]